# Campeonato Sudamericano de Béisbol 1959
El Campeonato Sudamericano de Béisbol 1959 fue la segunda versión del torneo organizado por la Confederación Sudamericana de Béisbol (CSB), que se llevó a cabo el 7 al 15 de febrero de 1959 en Santiago, Chile.

## Ronda Única
| Posición | Equipo    | Ganados | Perdidos | C. Anotadas | C. Recibidas |
| -------- | --------- | ------- | -------- | ----------- | ------------ |
| 1        | Brasil    | 3       | 1        | 71          | 13           |
| 2        | Argentina | 3       | 1        | 28          | 31           |
| 3        | Perú      | 2       | 2        | 40          | 37           |
| 4        | Ecuador   | 2       | 2        | 52          | 22           |
| 5        | Chile     | 0       | 4        | 25          | 113          |

## Calendario
| Juego    | Fecha         | Ganador   | Resultado | Perdedor  |
| -------- | ------------- | --------- | --------- | --------- |
| Juego 1  | 7 de febrero  | Ecuador   | 11-4      | Perú      |
| Juego 2  | 7 de febrero  | Argentina | 4-3       | Brasil    |
| Juego 3  | 9 de febrero  | Ecuador   | 29-3      | Chile     |
| Juego 4  | 9 de febrero  | Perú      | 11-2      | Argentina |
| Juego 5  | 11 de febrero | Perú      | 21-12     | Chile     |
| Juego 6  | 11 de febrero | Brasil    | 5-3       | Ecuador   |
| Juego 7  | 13 de febrero | Brasil    | 51-2      | Chile     |
| Juego 8  | 13 de febrero | Argentina | 10-9      | Ecuador   |
| Juego 9  | 15 de febrero | Brasil    | 12-4      | Perú      |
| Juego 10 | 15 de febrero | Argentina | 12-8      | Chile     |

| Bandera de Brasil · Bandera de Argentina |
| Campeón Brasil y Argentina               |
| Segundo y Primer título                  |